# Kachrylion

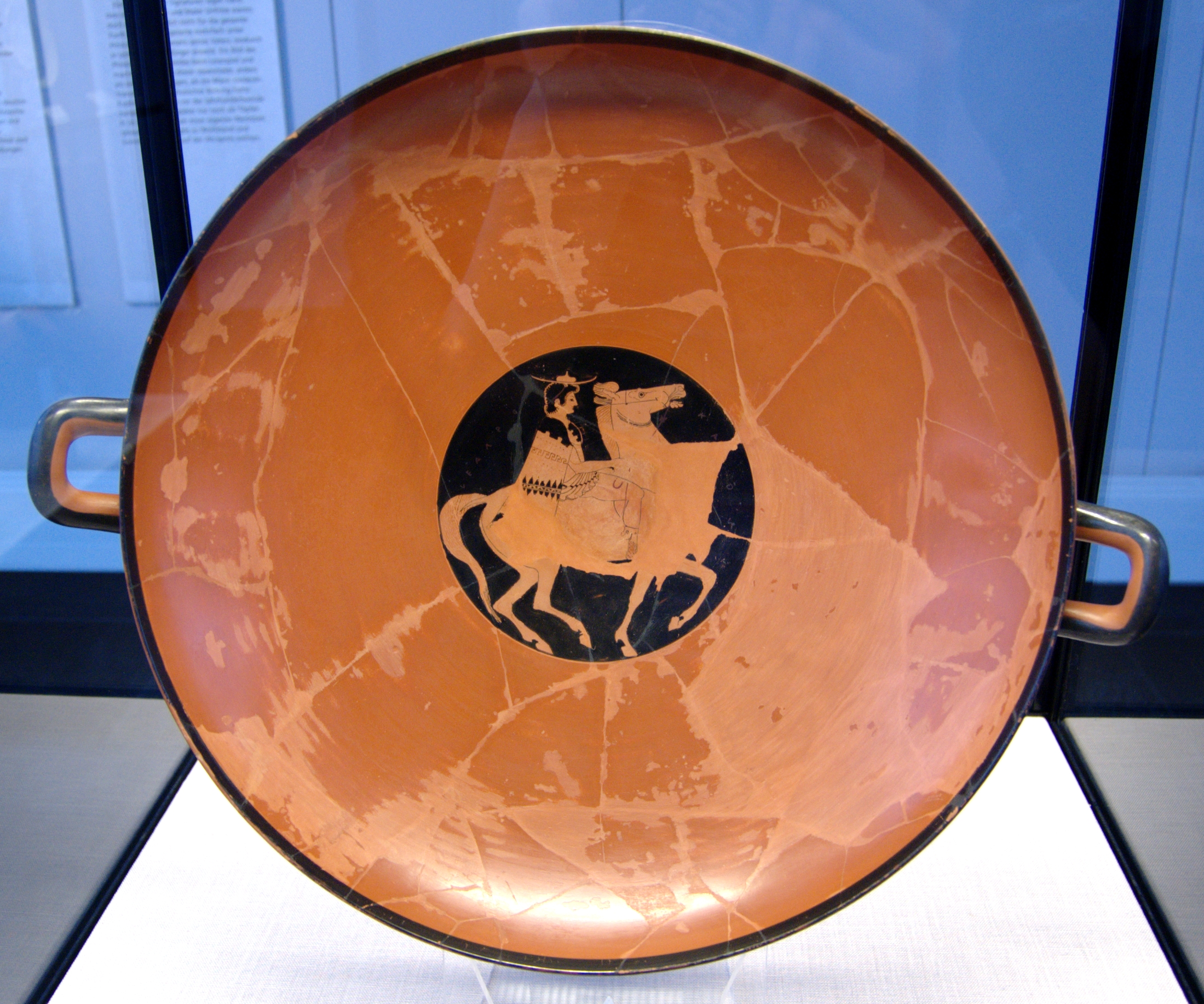
von Euphronios verzierte Schale des Kachrylion im rotfigurig-korallenroten Stil

Kachrylion (auch Chachrylion) war ein athenischer Töpfer des späten 6. Jahrhunderts und frühen 5. Jahrhunderts v. Chr.
Kachrylion stellte in seiner Werkstatt vor allem flache Trinkschalen (Kylikes) her. In seiner Werkstatt beschäftigte er einige der bedeutendsten Maler der frühen rotfigurigen Malerei, darunter mit Euphronios einen der bedeutendsten Vertreter der sogenannten Pioniergruppe. Daneben wirkte bei ihm auch der ältere Meister Oltos, der vielen der jungen Maler in Kachrylions Werkstatt die Kunst beibrachte. Von ihm sind heute 30 signierte Werke bekannt, 29 Schalen und ein Teller.